# Notodonta zebra
Notodonta zebra är en fjärilsart som beskrevs av Donovan 1807. Notodonta zebra ingår i släktet Notodonta och familjen tandspinnare. Inga underarter finns listade i Catalogue of Life.